# Dave (rapper)
Dave, pseudonimo di David Orobosa Omoregie (Brixton, 5 giugno 1998), è un rapper, produttore discografico e attore britannico.
Nel 2019 ottiene un successo mondiale grazie all'album di debutto Psychodrama, ampiamente acclamato dalla critica.

## Biografia
David Orobosa Omoregie è nato il 5 giugno 1998 a Brixton, quartiere di South London. È l'ultimo dei tre figli di Frank Omorogie, un pastore protestante, e Juliet Doris Omoregie, un'infermiera, entrambi di origine nigeriana. Suo padre è stato deportato in Nigeria quando Dave aveva solo qualche mese di età a causa di problemi di visto. La madre di Dave era poi fuggita insieme ai suoi fratelli per paura di subire la stessa sorte e non si era riunita con Dave fino a tre mesi dopo. La famiglia è poi rimasta senza dimora e per un periodo ha vissuto sugli autobus di South London.
Durante l'adolescenza si è trasferito nel quartiere londinese di Streatham insieme alla sua famiglia, dove ha iniziato a scrivere testi a undici anni ispirandosi al fratello e ha imparato da solo a comporre musica con una tastiera elettronica a quattordici. Quando Dave aveva undici anni, suo fratello Christopher è stato condannato all'ergastolo con un minimo di 18 anni, secondo la legge della joint enterprise, per il suo coinvolgimento nell'omicidio del quindicenne Sofyen Belamouadden avvenuto a marzo del 2010 alla stazione di Londra Victoria. In seguito nel 2014, quando Dave aveva 15 anni, il suo altro fratello Benjamin è stato in carcere per quattro anni per rapina, venendo stato rilasciato nel 2018.
Ha frequentato la St Mark's Academy, una scuola secondaria situata nella Chiesa anglicana a Mitcham, per poi frequentare il Richmond upon Thames College, dove ha studiato giurisprudenza e filosofia, completando anche un modulo aggiuntivo di progettista del suono. In seguito si è aggiudicato un posto per studiare legge alla De Montfort University di Leicester, senza però mai recarsi all'università per concentrarsi sulla carriera musicale.

## Carriera

### Inizi e primi EP (2015-2018)
Dave ha fatto il suo debutto pubblicando un freestyle sul canale YouTube di BL@CKBOX nel maggio 2015, rilasciando pochi mesi dopo un singolo intitolato Mid Summer Night per la Mixtape Madness. Successivamente ha partecipato a Street Starz TV, un canale di YouTube inerente al rap e ha fatto il suo debutto in radio nel 2016  con un freestyle sulla BBC Radio 1Xtra.
Sempre nel 2016, è apparso nel remix di Spirit Bomb di AJ Tracey e ha pubblicato, sempre in collaborazione con Tracey, il singolo Thiago Silva, che ha raggiunta la trentaseiesima posizione della Official Singles Chart. Il 30 settembre dello stesso anno ha pubblicato il suo EP di debutto Six Paths, che ha debuttato alla settantaseiesima posizione della Official Albums Chart, e nel mese successivo ha collaborato con Drake per un remix del brano Wanna Know.
Agli inizi del 2017, ha rilasciato quattro singoli: Samantha (con J Hus), Revenge, 100M's e Tequila. Il 3 novembre viene pubblicato il suo secondo EP intitolato Game Over, promosso dal singolo No Words. Il progetto debutta alla posizione #13 mentre, la canzone, alla posizione #18. Il 27 novembre vince il suo primo MOBO Awards come "Best Newcomer Act". Dopo una pausa di sette mesi, il 4 ottobre 2018 esce Funky Friday, che ha visto la partecipazione del rapper Fredo.

### PsychodramaeWe're All Alone in This Together(2019-oggi)
Il 3 marzo 2019, il rapper annuncia che il suo album di debutto, Psychodrama, sarebbe stato pubblicato cinque giorni dopo. Il disco, oltre a debuttare alla posizione #1 dell'Official Albums Chart, vende 26 mila copie nella prima settimana ed ottiene 26 milioni di streams, superando il record appartenente a Stormzy con l'album Gang Signs & Prayer. Inoltre, Disaster, Streatham e Location raggiungono rispettivamente alla posizione numero 8, 9 e 6 dell'Official Singles Chart. Il 19 settembre, Psychodrama vince il Premio Mercury come "Miglior album" mentre, il 18 febbraio 2020, ai BRIT Awards, si aggiudica il premio "British Album of the Year".
Il 10 aprile 2021 vengono rilasciati i singoli Titanium e Mercury, quest'ultimo in collaborazione con il cantante Kamal. Il 9 luglio è la volta di Clash, primo estratto di We're All Alone in This Together, secondo album ufficiale, pubblicato il 23 dello stesso mese.

## Discografia

### Album in studio
- 2019 – Psychodrama
- 2021 – We're All Alone in This Together

### EP
- 2016 – Six Paths
- 2017 – Game Over
- 2023 – Split Decision (con Central Cee)

### Singoli
- 2016 – Thiago Silva (con AJ Tracey)
- 2016 – Wanna Know (Remix) (feat. Drake)
- 2017 – Samantha (feat. J Hus)
- 2017 – Revenge
- 2017 – 100M's
- 2017 – Tequila
- 2017 – No Words
- 2018 – Funky Friday (con Fredo)
- 2019 – Black
- 2019 – Streatham
- 2019 – Location (feat. Burna Boy)
- 2019 – Paper Cuts
- 2021 – Titanium
- 2021 – Mercury (feat. Kamal)
- 2021 – Clash (feat. Stormzy)
- 2022 – Starlight
- 2022 – My 24th Birthday
- 2023 – Sprinter (con Central Cee)
- 2023 – Meridian (con Tiakola)
- 2023 – Special (con Tiakola)
- 2023 – Stop Giving Me Advice (con Lyrical Lemonade e Jack Harlow)

#### Collaborazioni
- 2018 – U Can Stand Up (Avelino feat. Dave)
- 2018 – Got You (169 feat. Dave)
- 2019 – 18Hunna (Headie One feat. Dave)
- 2019 – All I Ever Wanted (Fredo feat. Dave)
- 2019 – Playing for Keeps (D-Block Europe feat. Dave)
- 2019 – Cassius Clay (Avelino feat. Dave)
- 2021 – Money Talks (Fredo feat. Dave)
- 2022 – Propeller (Jae5 feat. Dave e Bnxn)
- 2023 – Intoxycated (Oxlade feat. Dave)
- 2023 – Cheat on Me (Burna Boy feat. Dave)

## Filmografia

### Televisione
- Top Boy - serie TV (2019-2023)

## Tournée
- 2022 – We're All Alone in This Together Tour

## Riconoscimenti
- 2019
  - Premio Mercury per Psychodrama
- 2020
  - British Album of the Year per Psychodrama